# Olivia Hallinan
Olivia Hallinan (Hounslow, Londres, Inglaterra, 20 de enero de 1985) es una actriz británica de cine, teatro y televisión. Es más conocida por sus roles como Ellie en Girls in Love y Kimberly "Kim" Daniels en Sugar Rush.
Hallinan es la menor de cuatro hermanas de Hounslow, Londres Oeste. Su madre dirige la escuela de actuación "All Expressions" en Teddington. Hallinan comenzó su entrenamiento en la escuela de su madre cuando tenía 11 años y luego empezó su carrera de actuación profesional. Luego de ir a la Notting Hill & Ealing High School y St Catherine's School en Twickenham, Hallinan estudió drama en la Universidad de Mánchester.
El 9 de junio de 2007, fue oradora en la Stonewall Gay Youth Conference, hablando de su personaje en Sugar Rush.

## Carrera como actriz
Hallinan ha aparecido en más de 100 producciones desde la edad de siete años. Su primer rol profesional fue interpretando a Cilla Black en una producción de Robin Hood en 1991, Prince of Sherwood. Desde entonces, ha aparecido en varias películas y series de televisión, incluyendo The Bill, Holby City, My Family y Girls in Love. También apareció en dos temporadas de la serie Sugar Rush, en Channel 4, basada en la novela homónima de Julie Burchill.
Luego apareció como Emma en un episodio de Torchwood, titulado "Out of Time", y en Trial and Retribution. Luego fue vista como Laura en Lark Rise to Candleford, e hizo un personaje en la dramatización de BBC Radio 4 sobre la novela erótica El amante, de Marguerite Duras, emitida entre el 3 y el 7 de septiembre de 2007.
En 2011 Hallinan debutó en cine con la película neo-noir británica Jack Falls, en el papel de Natasha.[cita requerida]
También en 2011, Hallinan protagonizó la obra Precious Little Talent, escrita por Ella Hickson, dirigida por James Dacre y presentada en el teatro Estudios Trafalgar del West End londinense. En diciembre de 2011, interpretó el rol de Justine en la obra de Lucinda Coxon Herding Cats, en el Teatro Hampstead de Londres, papel que previamente había interpretado en el teatro Ustinov Studio de la ciudad de Bath en diciembre de 2010. En 2013, interpretó el papel protagonista de Marianne Dashwood en la adaptación de Helen Edmundson para BBC Radio 4 de la obra de Jane Austen Sense and Sensibility. En 2014, Hallinan trabajó en la obra Lotty's War, escrita por Giuliano Crispini y dirigida por Bruce Guthrie, en el Teatro Yvonne Arnaud de la ciudad de Guildford (Surrey), antes de comenzar una gira por el Reino Unido.

## Filmografía
| Año       | Título                        | Rol                              | Notas                                           |
| --------- | ----------------------------- | -------------------------------- | ----------------------------------------------- |
| 1994      | Das sprechende Grab           | Poppi                            |                                                 |
| 1994      | Mole's Christmas              | Voice                            | Película para televisión                        |
| 1994      | Just William                  | Susie Chambers                   | Episodio: “William’s Birthday”                  |
| 1995      | The Adventures of Mole        |                                  | Papel de voz Película para televisión           |
| 1995      | Julia Jekyll and Harriet Hyde | Julia Jekyll/Voz de Harriet Hyde | 53 episodios (1995–1998)                        |
| 1999      | Doomwatch: Winter Angel       | Jessica Tannahill                | Película para televisión                        |
| 2000      | Holby City                    | Gina Turrell                     | Episodio: "Moving On"                           |
| 2001      | Doctors                       | Gemma Davies                     | Episodio: "No Smoke Without Fire"               |
| 2003      | Girls in Love                 | Ellie Allard                     | 27 episodios (2003–2005)                        |
| 2005      | Murder in Suburbia            | Lydia Blakeman                   | Episodio: "Witches"                             |
| 2005      | Sugar Rush                    | Kim                              | 20 episodios (2005–2006)                        |
| 2006      | My Family                     | Holly                            | Episodio: "Bliss for Idiots"                    |
| 2006      | Torchwood                     | Emma                             | Episodio: "Out of Time"                         |
| 2007      | Trial and Retribution         | Charlotte Rodgers                | Episodio: "Mirror Image: Part 1"                |
| 2007      | Casualty                      | Jade Dale                        | Episodio: "Lie to Me"                           |
| 2008      | A Risk Worth Taking           | Josie Porter                     | Película para televisión                        |
| 2008-2011 | Lark Rise to Candleford       | Laura Timmins                    | 40 episodios (2008–2011)                        |
| 2010      | Moving On                     | Ruth                             | Episodio: "Rules of the Game"                   |
| 2010      | Jack Falls                    | Natasha                          |                                                 |
| 2011-2013 | Comedy Showcase: Chickens     | Gwyneth/Gwyneth Knappet          | Episodios: “Pilot” (2011), “Masculinity” (2013) |
| 2012      | The Paradise                  | Mrs. Jocelin Brookmire           | 1 episodio                                      |
| 2014      | Love By Design                | Claire                           |                                                 |
| 2018      | Doctors                       | Carrie Bennet                    | Episodio: “Every Move You Make”                 |
| 2018      | The Dead Ones                 | Alex                             |                                                 |
| 2019      | Father Brown                  | Barbara Norman                   | Episodio: “The Great Train Robbery”             |